# Cimon della Pala
Der Cimon della Pala (auch Cimone della Pala oder kurz Cimone) ist ein 3184 m s.l.m. hoher Berg in den Dolomiten in der italienischen Provinz Trient. Er ist der zweithöchste Gipfel der Palagruppe und wird aufgrund seiner charakteristischen Form häufig als das „Matterhorn der Dolomiten“ (italienisch „Il Cervino delle Dolomiti“) bezeichnet. Er liegt im Parco Naturale Paneveggio – Pale di San Martino und gilt als bedeutender Kletterberg.

## Lage und Umgebung
Der Cimon della Pala befindet sich auf dem Gebiet der Gemeinde Primiero San Martino di Castrozza und der Wasserscheide zwischen dem Cismón- und dem Travignolo-Tal. Er wird im Norden vom Cima di Vezzana, dem höchsten Berg der Gruppe, flankiert. Der Passo del Travignolo (2925 m) trennt die beiden Gipfel voneinander. Auf der Ostseite des Berges steht das Bivacco Fiamme Gialle (3005 m), von dem der Ostgrat zum Gipfel zieht. Gegen Westen fällt der Berg ins Primierotal ab und zeigt eine der imposantesten Wandbildungen der Dolomiten. In der schattigen Nordschlucht liegt mit dem Ghiacciaio del Travignolo einer der letzten Gletscherreste der Palagruppe. Die Nordwestansicht vom Passo Rolle bzw. von der Baita Segantini gilt als eines der bekanntesten und meistfotografierten Dolomitenpanoramen und brachte dem Berg Vergleiche mit dem berühmten Matterhorn ein.

## Alpinismus
Die Felspyramide des Cimon della Pala gehört zu den bedeutendsten Kletterbergen der Dolomiten. 1869 versuchte sich Paul Grohmann an einer Ersteigung über den heutigen Normalweg, musste jedoch vor dem Gipfel aufgeben. Im Januar des folgenden Jahres hielt der Pala-Pionier Leslie Stephen einen Vortrag vor dem Alpine Club in London, in dem er bekräftigte, sich weitere Erstbesteigungen in der Palagruppe nicht vorstellen zu können:

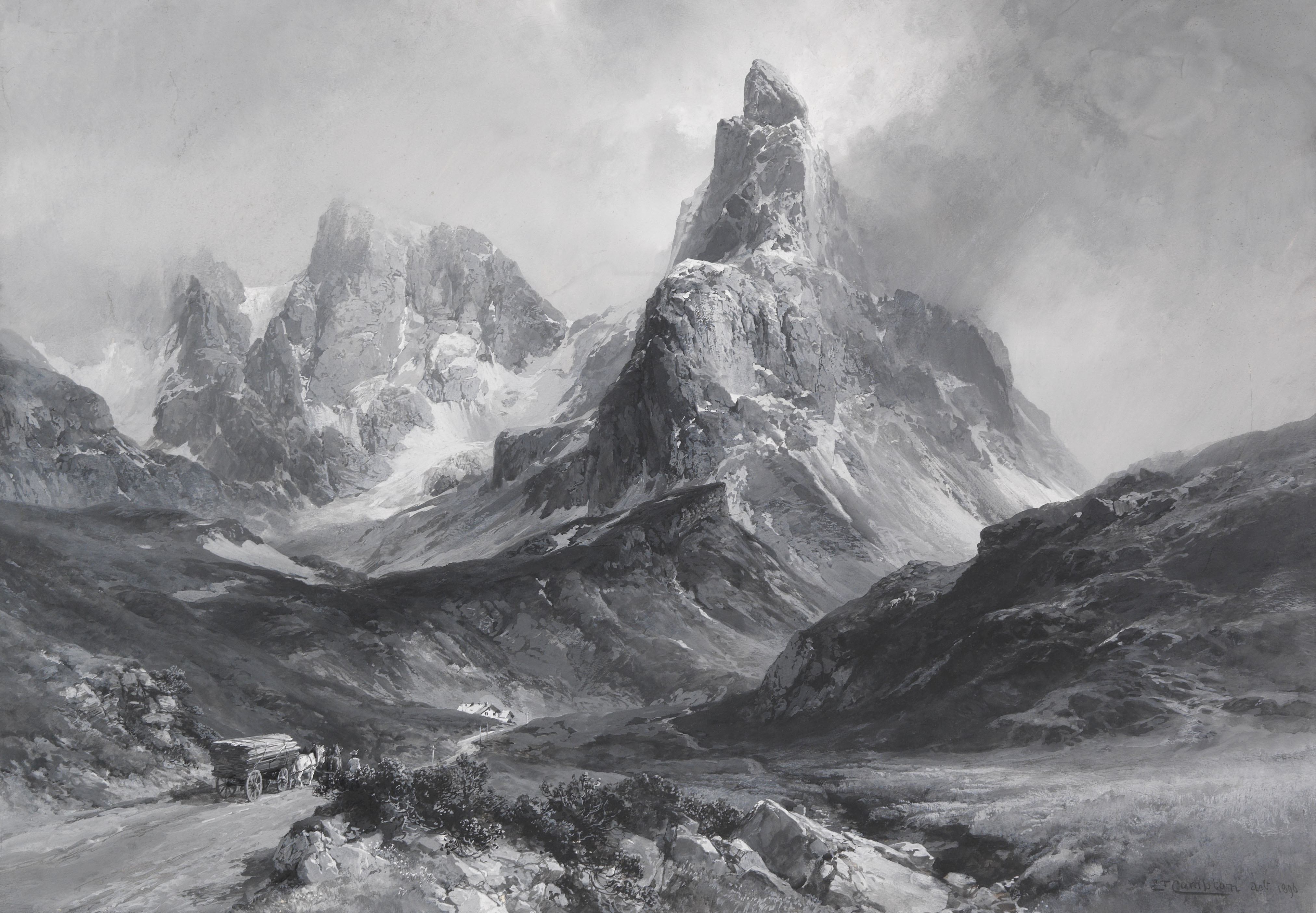
Gemälde von E. T. Compton (1896)

 „Ich bin geneigt zu glauben, und mache mir kein Gewissen daraus glühend zu hoffen, daß diese Berge unüberwindlich bleiben mögen. Ich meinesteils habe keine Hoffnung sie zu ersteigen, und ich kann nicht sagen, ich wünsche, daß dieser Ruhm sonst jemand zufalle.“
Unter den Zuhörern befand sich Edward R. Whitwell, dem noch im Juni desselben Jahres mit dem Schweizer Christian Lauener und Santo Siorpaes die Erstbegehung des Cimon glückte. Die drei wählten anders als Grohmann den gefährlichen, heute kaum noch begangenen Anstieg vom Travignolo-Gletscher durch die Nordwand (III) und erreichten am 3. Juni 1870 als erste den Gipfel.

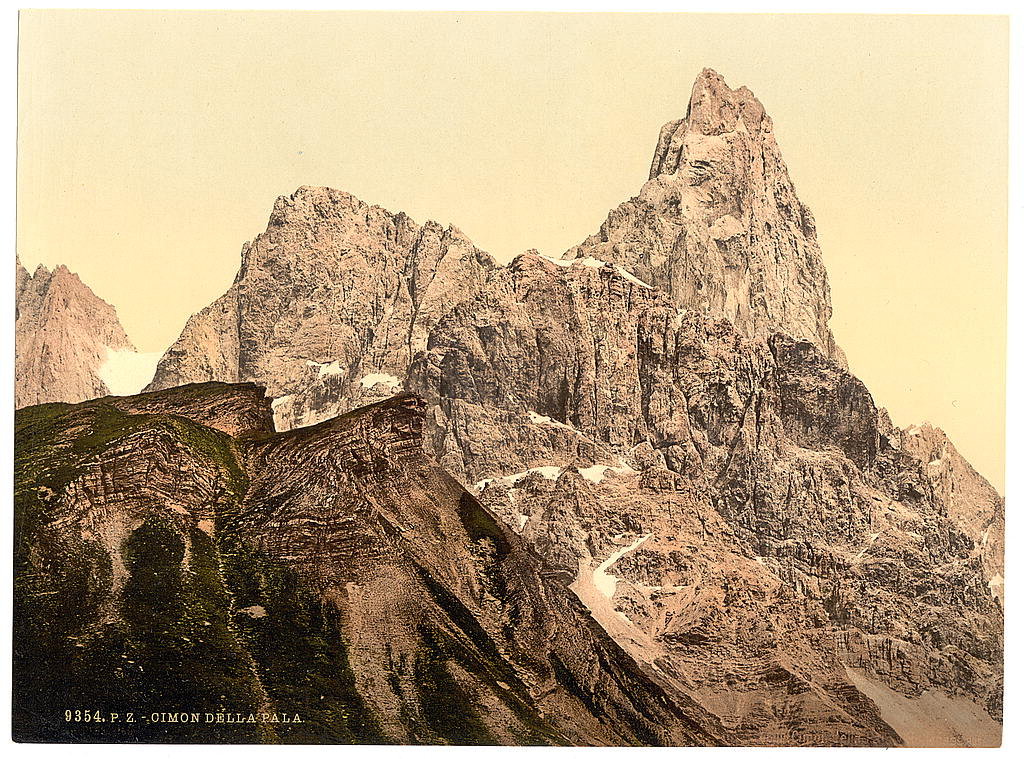
Photochromdruck (1890er)

Dieses Husarenstück löste eine Welle von Erstbesteigungen aus, sodass innerhalb von 20 Jahren alle Pala-Gipfel bezwungen wurden. Der heutige Normalweg auf den Cimon della Pala (Südostschulter, III) wurde erst 1889 durch Ludwig Darmstaedter, Luigi Bernard und Johann Niederwieser erschlossen. Eine weitere bedeutende Erstbegehung gelang 1905 Georg Leuchs mit der Durchsteigung der Südwestwand (IV). Die Erschließung immer neuer Routen gipfelte 1995 in der Führe El Marubio (IX-) durch Maurizio Zanolla.

### Wichtige Erstbegehungen
- Nordflanke (III): Edward R. Whitwell, Santo Siorpaes und Christian Lauener 1870
- Normalweg über die Südostschulter (III): Ludwig Darmstaedter, Luigi Bernard und Johann Niederwieser 1889
- Nordwestgrat (III+): Gilberto Melzi und Giuseppe Zecchini 1893
- Südwestwand (IV): Georg Leuchs im Alleingang 1905
- Via Andrich durch die Südwestwand (VI): Alvise Andrich und Furio Bianchet 1934
- Direttissima Fiamme Gialle (VI): Rinaldo Zagonel, Carlo Plattner und Danilo Busin 1963
- El Marubio durch die Südwestwand (IX-): Maurizio Zanolla, A. Sorato, C. Zorzi und M. Zagonel 1995[2]

## Aufstieg
Die meisten Bergsteiger folgen heute dem von Darmstaedter erstbegangenen Normalweg, der vom Bivacco Fiamme Gialle (3005 m) in 1¼ Stunden über die Südostschulter auf den Gipfel führt. Neben Felsstufen und Rinnen (UIAA-Grade II und III) führt eine schmale Durchgangshöhle, das so genannte Katzenloch, zum Gipfel.
Der Zustieg zum CAI-Biwak (neun Schlafplätze) erfolgt am einfachsten in 2½ Stunden vom Rifugio Rosetta (2581 m) hoch über San Martino di Castrozza. Eine Aufstiegsvariante bildet die Via ferrata Bolver Lugli, ein mäßig schwieriger, aber anstrengender Klettersteig (D), der am besten vom Rifugio Col Verde (1956 m) erreichbar ist. Als Aufstiegshilfen können der Sessellift zum Col Verde und in weiterer Folge die Gondelbahn zur Rosetta dienen.
Weitere beliebte Gipfelrouten führen über den langen Nordwestgrat (III+) und durch die Südwestwand (IV).

## Trivia

Wappen der Guardia di Finanza

Die beginnende Faszination für die Ästhetik des Gipfels ging Hand in Hand mit der Gründung des Alpine Clubs und dem steigenden Interesse der Briten am Alpinismus. Josiah Gilbert und George Cheetham Churchill etwa sahen den Cimon della Pala 1862 auf einem Gemälde in einem Gasthaus und beschlossen, sich den Gipfel in natura anzusehen. Viele Touristen taten es ihnen gleich.
In der Folge hielt der Cimon della Pala sogar Einzug in die Heraldik und schaffte es neben dem Markuslöwen auf das Wappen der italienischen Finanzpolizei Guardia di Finanza (Fiamme Gialle, dt. Gelbe Flammen). Die Organisation betrieb zwei Kasernen im Gebiet der Palagruppe. Die Caserma Colbricon-Cimon delle Fiamme Gialle diente als Stützpunkt der Bergrettung der Guardia di Finanza (SAGF), während in der Caserma Sass Maor Kadetten der Finanzakademie und Helikopterpiloten ausgebildet wurden. Die Hubschrauberbesatzungen sollten lernen, in extremer Umgebung zu überleben. Heute befindet sich dort noch der Alpinstützpunkt der Sportabteilung der Guardia di Finanza. Einige Mitglieder der Fiamme Gialle trugen sich in den 1960er Jahren mit der Erschließung neuer Routen in die Erstbesteigerliste des Cimon della Pala ein.